# Passacaglia (Webern)
La Passacaglia per grande orchestra, op. 1  di Anton Webern è una composizione scritta nel 1908.

## Storia della composizione
Nella primavera del 1904 Webern si era recato Berlino, con l’intenzione di divenire allievo di composizione sotto la guida del musicista tedesco Hans Pfitzner, ma un’osservazione sfavorevole di quest’ultimo su Gustav Mahler lo indusse a rinunciare alle lezioni ed a fare ritorno a Vienna dove, nell’autunno dello stesso anno, Webern fece il suo fortunato incontro con Arnold Schönberg. Del suo futuro maestro Webern aveva già ascoltato e ammirato il poema sinfonico Pelléas et Mélisande op. 5 ed il sestetto per archi Verklärte Nacht (Notte trasfigurata) op. 4; fu quindi del tutto logico che cominciasse a frequentare assiduamente Schönberg, dal quale ebbe lezioni regolari fino al 1908. Fu proprio in quel periodo che videro la luce i primi lavori ufficiali di Webern, tra cui la Passacaglia per orchestra, opera che denuncia l’inequivocabile influenza di Johannes Brahms (particolarmente con riferimento all’ultimo movimento della Quarta Sinfonia, anch’esso formulato come una passacaglia) nell’àmbito di una struttura rigorosamente bachiana, un tema con variazioni che arriva a sfiorare il totale cromatico. Un’altra influenza esterna è quella che lo stesso Webern così descrive: «Nel 1906 Schönberg torna da un soggiorno in campagna con la Kammersymphonie (n° 1) op. 9: l’impressione suscitata fu colossale. Sotto l’influenza di quel lavoro scrissi súbito un tempo di Sonata in cui arrivavo ai più lontani confini della tonalità … Scrissi poi delle Variazioni ma il tema relativo non era in alcuna tonalità … Anche un Quartetto in do maggiore ha in realtà una tonalità “sospesa”, il suono fondamentale però non c’è, restava sospeso in aria, invisibile, non più importante».
Tuttavia, malgrado l’evidente influenza di Schönberg, l’orientamento di Webern è molto diverso da quello del suo maestro. Infatti, nonostante un’ambientazione sonora accesa, ricca, manifestamente espressionista, nella Passacaglia per orchestra si manifesta un diverso metodo di scelta del materiale musicale, come nell’uso assai calibrato della pausa, con un preciso valore tematico, nella cura di evitare raddoppi e ripetizioni, nell’impiego del contrappunto che tende a semplificarsi nella sua più assoluta essenza costruttiva. Tutto ciò dimostra come Webern intendesse ritrovare nella musica «una purezza assoluta di accenti, in un progressivo lavoro di eliminazione di ogni elemento superfluo. Già nella pagina successiva, un coro a cappella su poesia di Stefan George op. 2 (1908), la scelta del mezzo vocale senza alcuno strumento porta molto avanti questa ricerca di ascesi sonora».

## Struttura della composizione
Secondo Giacomo Manzoni, la Passacaglia per orchestra «è un lavoro tipicamente giovanile, chiaramente influenzato dall’armonia e dal tematismo brahmsiani ma già personale in certi impasti timbrici e nell’elasticità del ritmo», mentre per Theodor W. Adorno si tratta di «un lavoro da Maestro, dalla più piena autenticità» e ciò, aggiunge da parte sua Roman Vlad, nonostante vi permangano tracce di diversi influssi, non solo con riferimento a Brahms ma anche a Mahler e Richard Strauss, benché l’influenza preponderante rimanga quella di Richard Wagner. In particolare, il clima estatico della parte centrale (in re maggiore) ricorda il Tristano e Isotta dell’operista di Lipsia. Per quanto concerne la forma, Webern si attiene strettamente alle regole della Passacaglia, antica danza aulica di origine spagnola in ritmo di 3/4, lenta e maestosa, il cui nome deriva dallo spagnolo passacalle, attraversare la strada o canzone della strada, vale a dire un tipo di aria eseguita da musicisti girovaghi sul finire del XVI secolo. Vi è un tema in re minore in cui si rinvengono di già caratteristiche “seriali”; nessuna delle otto note che lo costituiscono è ripetuta salvo l’ultima, cosa questa obbligatoria giacché la relazione dominante/tonica deve apparire alla fine. Il tema, annunciato in ottave dagli archi in pizzicato, contiene una nota estranea alla chiave in re minore, un’alterazione cromatica che stabilisce immediatamente l’ambivalenza armonica che pervade le tonalità ampliate del brano come insieme. Pur essendo la Passacaglia di Webern un’opera chiaramente tonale, i limiti della tonalità appaiono allargati sino al punto al quale Schönberg li aveva tesi all’epoca. Per tutti questi aspetti e, ancor di più, per il suo complessivo clima espressivo, la Passacaglia può considerarsi un’opera appartenente al periodo che suol definirsi post-romantico o post-wagneriano; ciononostante vi si affermano qualità che diventeranno tipiche di Webern. Tali qualità si riscontrano nella serrata strutturazione del tema e delle sue prospezioni contrappuntistiche, nell’equilibrata discontinuità delle fondamentali figure tematiche in cui si bilanciano suoni e silenzi, nell’economia del complessivo impianto architettonico che riflette l’economia dei minimi particolari formali, oltreché nel particolare interesse per taluni intervalli (segnatamente semitono e terza minore). Al culmine della serie di variazioni sul tema della passacaglia, la sonorità dell’orchestra (comprendente legni e ottoni tripli più quattro corni, percussioni, arpa e archi) sale da un triplice evanescente piano fino al triplice forte; il compositore qui chiede agli esecutori di suonare con tutta la loro forza. Sarà questa l’unica volta in cui Webern si abbandonerà al piacere dell’ebbrezza di una vigorosa, esuberante sonorità orchestrale.

## Discografia parziale
Ai fini della conoscenza dell’opera completa di Webern, rimangono fondamentali le due edizioni integrali a opera del maestro francese Pierre Boulez, di cui la prima alla guida della London Symphony Orchestra, edita nel 1978 dalla CBS (box di 3 CD), e la seconda con la Berliner Philharmoniker pubblicata nel 2000 dalla Deutsche Grammophon (box di 6 CD); quest’ultima edizione è più ampia in quanto comprende diverse opere inedite del compositore austriaco.
- Berliner Philharmoniker, Pierre Boulez (Deutsche Grammophon)
- Berliner Philharmoniker, Herbert von Karajan (Deutsche Grammophon)
- Cleveland Orchestra, Christoph von Dohnányi (Decca)
- Concertgebouw Orchestra, Riccardo Chailly (Decca)
- German Youth Philharmonic Orchestra, Gary Bertini (Berlin Classics)
- Houston Symphony Orchestra, Christoph Eschenbach (Koch International Classics)
- London Symphony Orchestra, Pierre Boulez (Sony BMG)
- Nuremberg Symphony Orchestra, Hanspeter Gmür (Red Note)
- Staatskapelle Dresden, Giuseppe Sinopoli (Apex Teldec)
- Ulster Orchestra, Takuo Yuasa (Naxos)
- Wiener Philharmoniker, Claudio Abbado (Deutsche Grammophon)